# 284 (nombre)
Cet article concerne le nombre 284. Pour l'année 284 du calendrier julien, voir 284.
284 (deux-cent-quatre-vingt-quatre  ou deux-cent-octante-quatre) fait partie, avec 220, de la plus petite paire de nombres amicaux. Sa décomposition en facteurs premiers est 
284 = 22.71
Son écriture en chiffres romains est CCLXXXIV.
284 est un nombre nontotient.

## Histoire
Le philosophe Jamblique (ca. 250-330 A.D.) écrit que « les pythagoriciens connaissent ces nombres qu'ils appellent amicaux et leur associent certaines qualités sociales (comme 220 et 284) et Pythagore aurait parlé d'un ami qui « était un autre lui comme le sont 220 et 284 ».
Quant à l'historien Ibn Khaldoun, il assure que les nombres amicaux 220 et 284 sont utilisés dans l'art des talismans pour favoriser les amitiés et les unions.